# Écorché

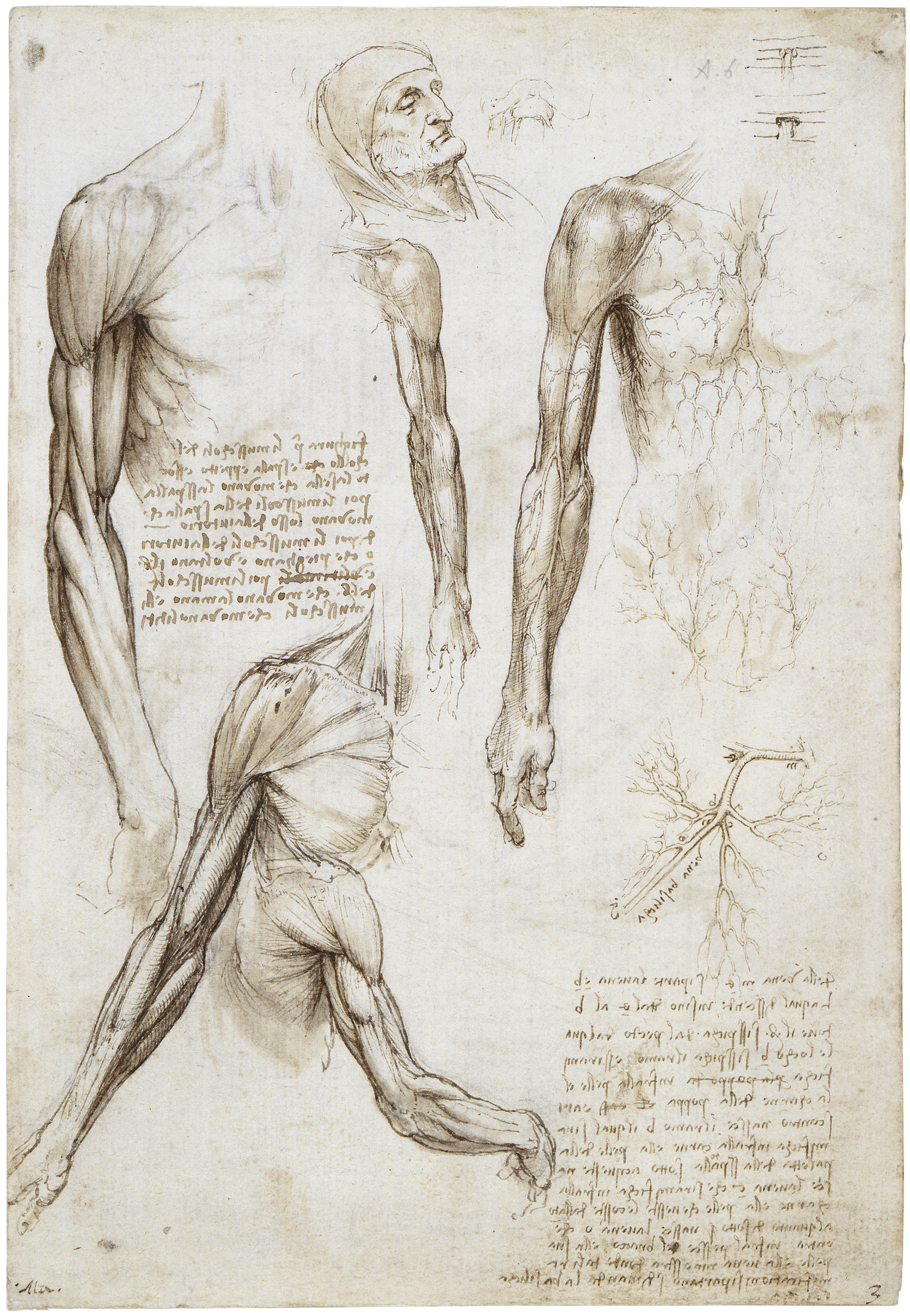
Écorché de Leonardo da Vinci.

Um écorché (fr dilacerado) é uma ilustração ou escultura anatômica expondo os músculos do corpo sem pele e tecido adiposo, normalmente como um estudo da figura para outra obra ou como um exercício para um estudante de arte. O arquiteto e homem renascentista Leon Battista Alberti recomendou que, quando os pintores pretendessem representar um nu, primeiro organizassem os músculos e os ossos e, em seguida, representassem a pele sobrejacente. A anatomia artística preocupa-se principalmente com a morfologia dos músculos, veias e articulações.

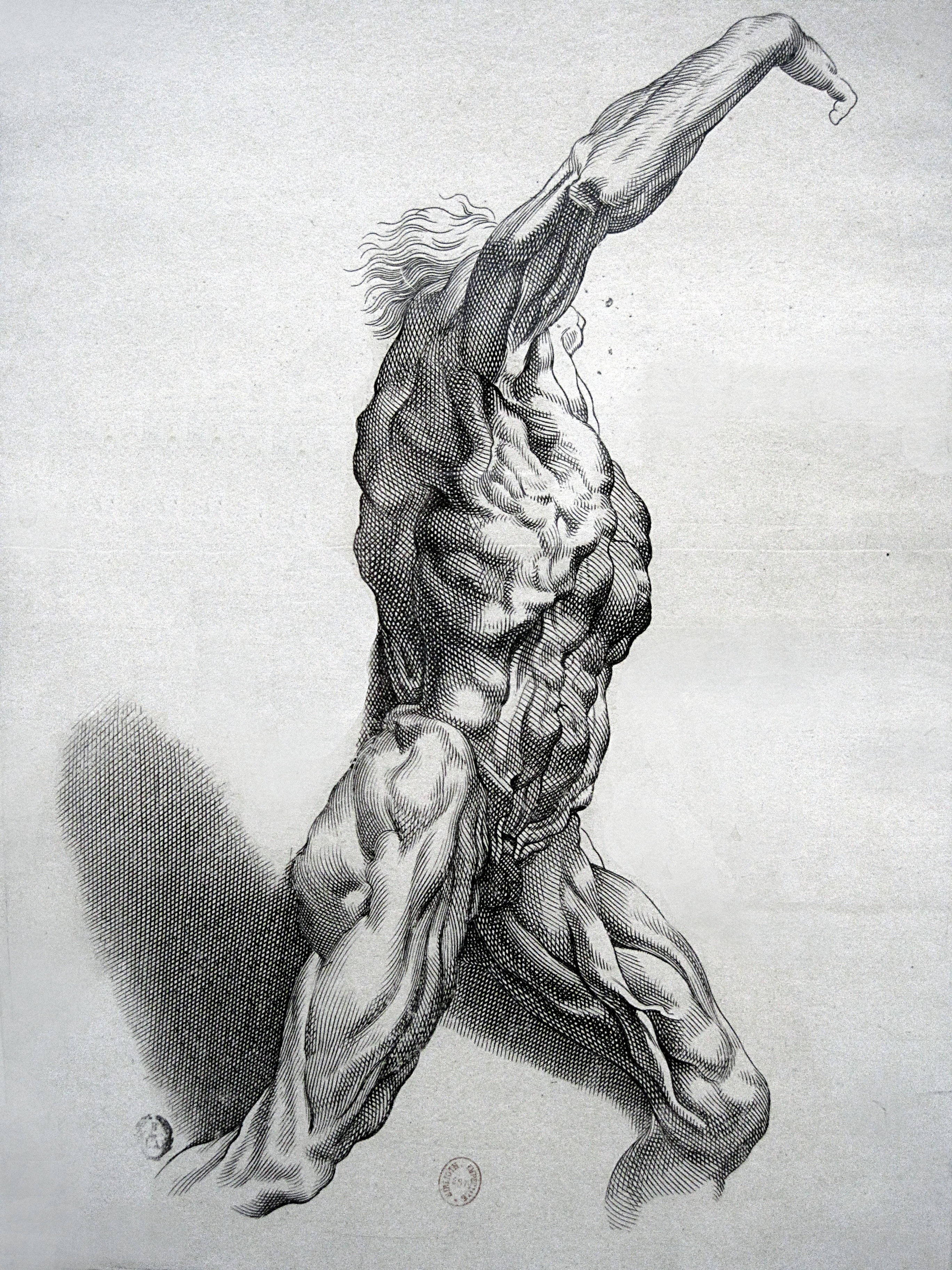
Écorchéchisel (H. 33 cm. L 21,8 cm) realizado após Peter Paul Rubens depois de 1640 por Paulus Pontius. - Gravura nº SNR - 3 PONTIUS. Fotografia tirada durante a exposição Rubens Europe - Museu do Louvre.

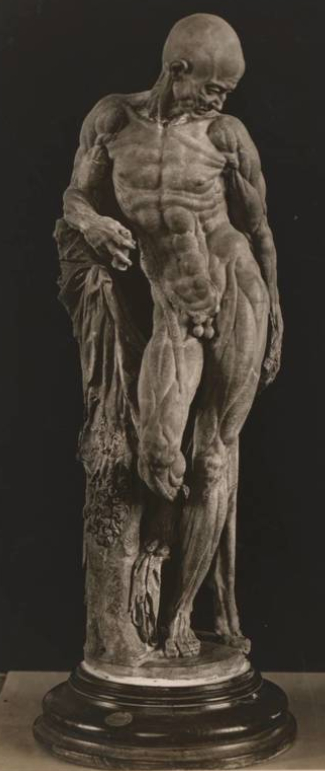
Estudo anatômico de terracota por Willem van den Broecke, 1563

Alguns dos primeiros estudos conhecidos desse tipo foram realizados por Leonardo da Vinci, que dissecou cadáveres e criou desenhos detalhados deles. No entanto, há alguns relatos dessa mesma prática ocorrendo já na Grécia antiga, embora os detalhes sejam desconhecidos.

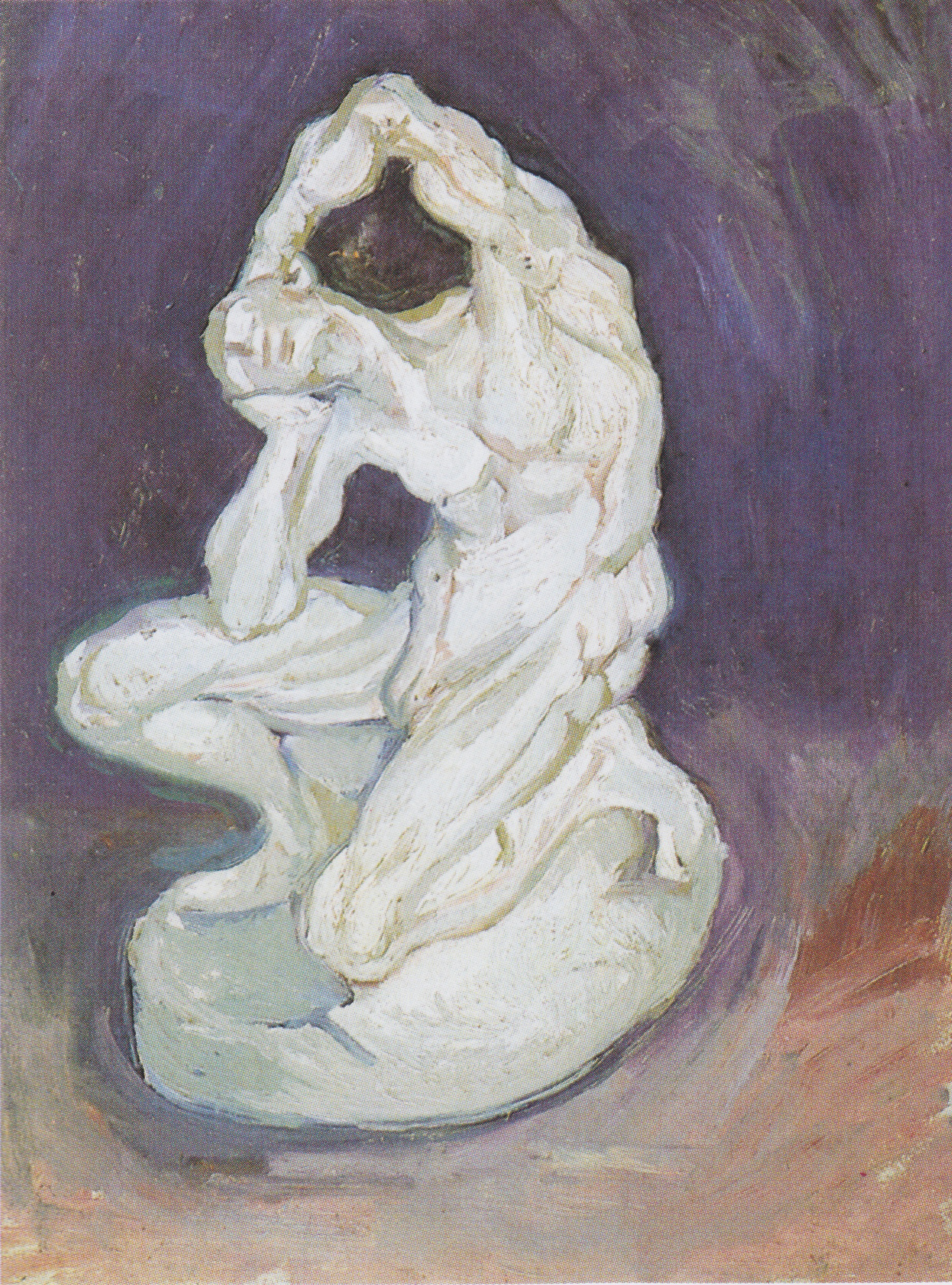
Van Gogh Écorché agenouillé
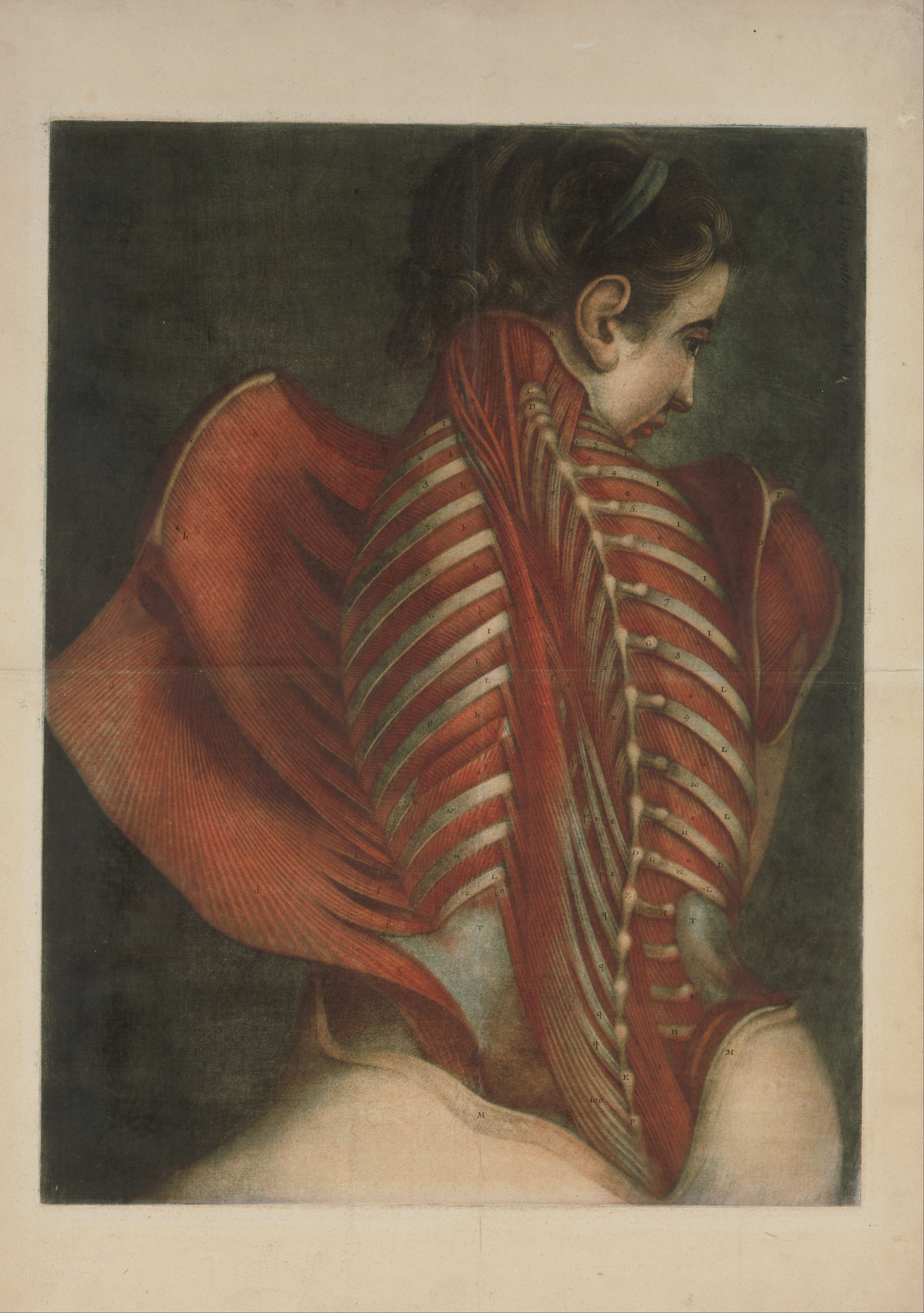
Jacques-Fabien Gautier-Dagoty
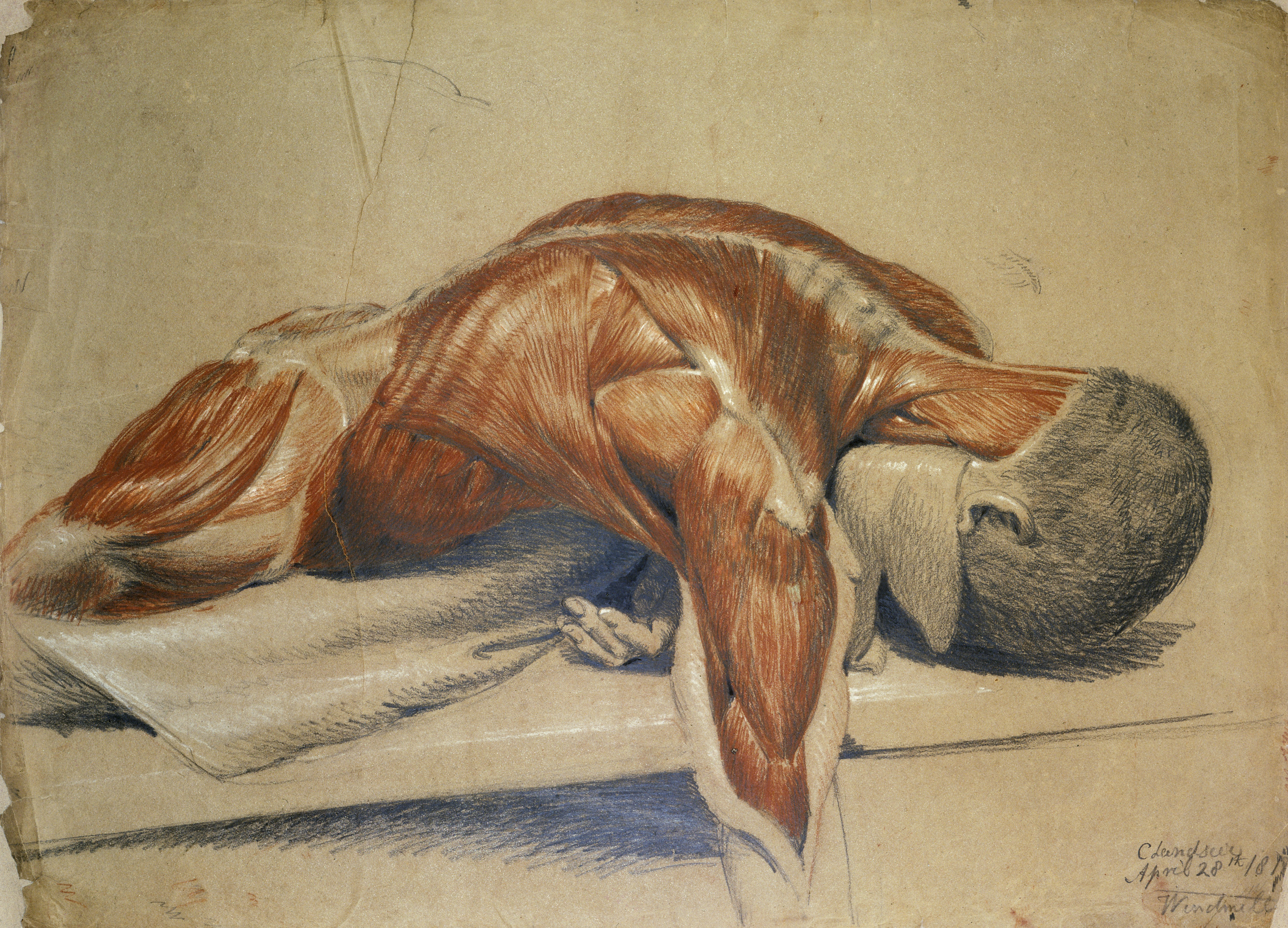
C. Landsee
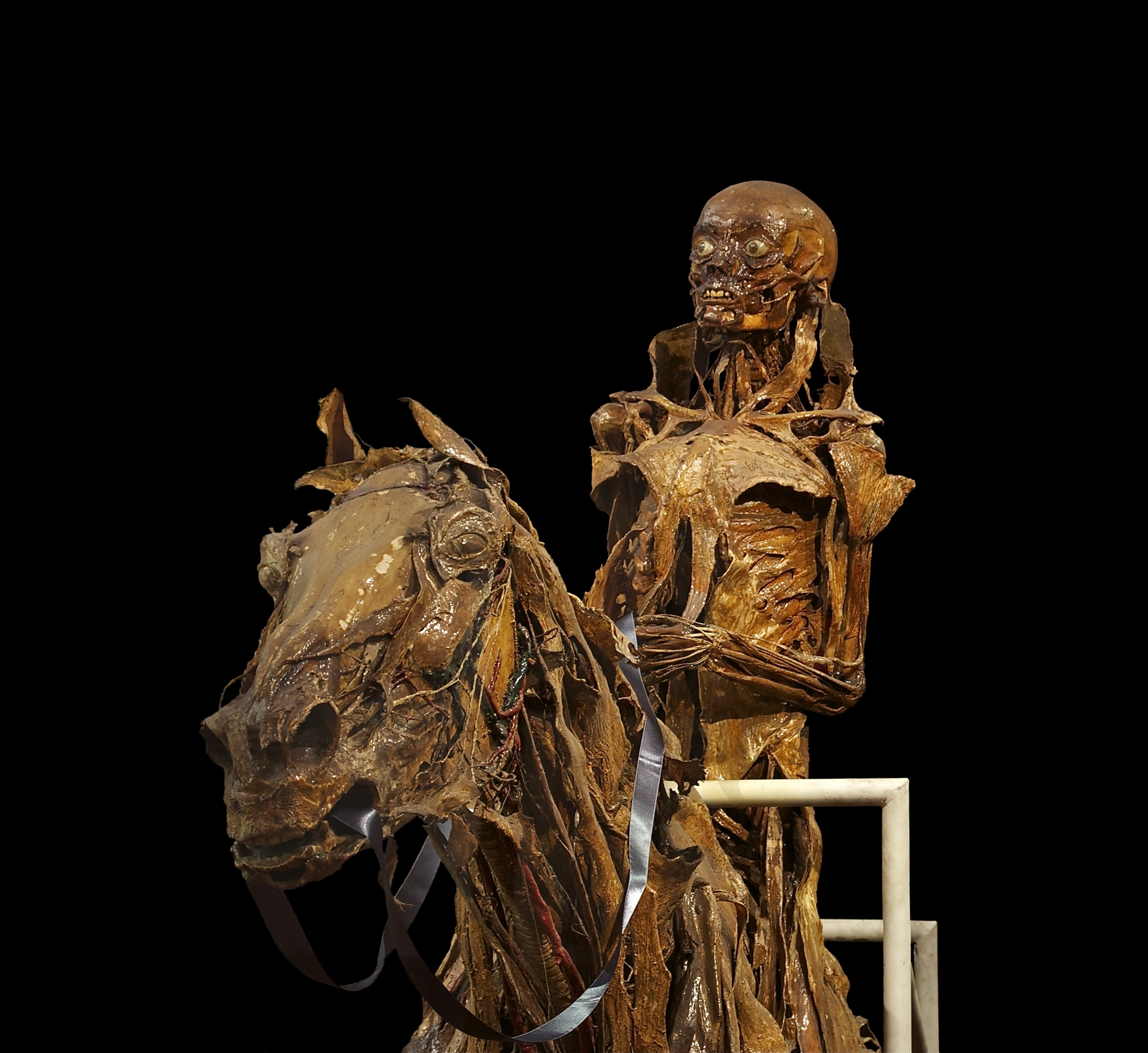
Écorché (com mumificação ) de Honoré Fragonard